# Beyeria lepidopetala
Beyeria lepidopetala är en törelväxtart som beskrevs av Ferdinand von Mueller. Beyeria lepidopetala ingår i släktet Beyeria och familjen törelväxter. Inga underarter finns listade i Catalogue of Life.